# Maotan (köpinghuvudort i Kina, Zhejiang Sheng, lat 29,18, long 118,12)
Maotan (kinesiska: 毛坦, 苏庄镇, 苏庄) är en köpinghuvudort i Kina. Den ligger i provinsen Zhejiang, i den östra delen av landet, omkring 230 kilometer sydväst om provinshuvudstaden Hangzhou. Antalet invånare är 12 009. Befolkningen består av 6 115 kvinnor och 5 894 män. Barn under 15 år utgör 19,0 %, vuxna 15-64 år 65 %, och äldre över 65 år 14,0 %.
Runt Maotan är det ganska tätbefolkat, med 104 invånare per kvadratkilometer. Närmaste större samhälle är Xingangshan, 19,2 km väster om Maotan. I omgivningarna runt Maotan växer i huvudsak blandskog.
Genomsnittlig årsnederbörd är 2 644 millimeter. Den regnigaste månaden är juni, med i genomsnitt 491 mm nederbörd, och den torraste är oktober, med 45 mm nederbörd.